# Talbok
En talbok är en bok som är inläst, som en ljudbok i Daisyformat, under speciella undantagsregler i upphovsrätten för att underlätta för personer med läshinder. Talböcker utgör en vidareutveckling av böcker i blindskrift eller punktskrift och framställs och tillhandahålls på liknande villkor.
Det finns också kommersiellt tillgängliga ljudböcker, som vänder sig till allmänheten. Dessa ges ut av förlagen direkt och finns att köpa för konsumenter samt i ett urval på biblioteken på samma villkor som tryckta böcker.

## Internationellt

### Danmark
Från det statliga Blindeinstituttet avskildes 1952 Statens bibliotek og trykkeri for blinde (SBTB). Denna nya institution började 1955 att framställa talböcker på rullband. Redan från starten dominerade fjärrlån via post. Några år senare tillkom en rikstäckande taltidning som omfattade ett rullband, två gånger i veckan. Mot slutet av 1970-talet ersattes alla rullband med kassettband. Under 1980-talet byttes namnet till Danmarks Blindebibliotek (DBB). År 2006 började utlåning av cdrom. År 2009 byttes namnet ännu en gång till Nota.

### Finland
Celia är ett statligt specialbibliotek som framställer talböcker i Finland. Omkring 30 % av all skön- och facklitteratur som ges ut i Finland tillgängliggörs i någon form för personer med funktionsnedsättning. Verksamheten grundades 1 april 1890 som Föreningen Böcker åt de Blinda, på initiativ av Cely Mechelin som ledde verksamheten fram till 1932. Den övergick 1978 i statlig regi och bytte 2001 namn till Celia för att hedra grundaren. De första talböckerna togs fram 1955 på rullband. Numera används cdrom i DAISY-formatet. Samlingen innehåller 25 000 titlar. Årligen tillkommer ett tusental titlar och nära en miljon utlån.

### Norge
Det är 17 § i Åndsverksloven, den norska upphovsrättslagen, som medger framställningen av talböcker i Norge. De första framställdes av Norges Blindeforbund redan 1955 på rullband. Det framväxande Lydbiblioteket övergick 1972 till bandkassetter och 1989 övertog staten huvudmannaskapet, varvid namnet ändrades till Norsk lyd- og blindeskriftbibliotek (NLB). 1978 började även organisationen Kristent arbeid blant blinde (KABB) att framställa talböcker.

### Ryssland
I dåvarande Sovjetunionen började Allsovjetiska blindsällskapet (numera: Allryska blindsällskapet, Всероссийское общество слепых, ВОС) att framställa talböcker 1961. Idag innehåller deras samlingar 9 000 titlar som bara är tillgängliga för medlemmarna.

### Sverige
Det är 17 § Upphovsrättslagen som anger reglerna för talböcker i Sverige. Den största talboksproducenten i Sverige är Myndigheten för tillgängliga medier (MTM). Talböcker finns på bibliotek och får endast lånas av personer med någon form av läshinder. 
Läshinder behöver inte bara vara synfel. Exempel på andra hinder är olika muskelsjukdomar och neurologiska sjukdomar, dyslexi och koncentrationssvårigheter. 
Personer med svårigheter att läsa tryckt text under en kortare eller längre tid har rätt att låna talböcker. 
Produktionen är finansierad av offentliga medel och är därmed förbjuden att konkurrera på den öppna marknaden. I början producerades talböcker på speciella grammofonskivor som gick i 16 varv per minut. och ungefär samtidigt började talböcker också produceras på rullband. Därefter kassettband och sedan tidigt 2000-tal finns de främst som CD-skivor med talboksformatet DAISY. Förkortningen DAISY står för Digital Accessible Information SYstem. DAISY-formatet möjliggör navigering; det vill säga bläddra, söka, sätta bokmärken i boken, samt att de oftast ryms på en enda cd-romskiva. Filerna kan även spelas upp i mp3-spelare eller i speciella datorprogram, som finns för fri nedladdning. Producenter av talböcker behöver inte tillstånd från bokens upphovsman, men ska meddela upphovsmannen samt rapportera produktionen till Författarförbundet. Upphovsmannen får en mindre ersättning. En talboksinläsning måste överensstämma med originalet som ska vara ett utgivet verk. Talboksinläsningen ska vara neutral. Inläsaren ska alltså inte gestalta texten (jmf när en skådespelare läser in en ljudbok), utan endast förmedla den.
Bibliotek och användare kan med stöd i 17 § Upphovsrättslagen få tillgång att själva ladda ner talboksfiler från Myndigheten för tillgängliga mediers webbplats. Talböcker är även tillgängliga genom en app för smarta mobiltelefoner och surfplattor. Den användare som vill få tillgång till att själv ladda ner talböcker behöver först, med hjälp av ett folk- eller skolbibliotek rekvirera användarnamn och lösenord. MTM:s digitala bibliotek har ca 138 000 digitala titlar i sin katalog (2019).  
En bok som finns som ljudbok kan framställas som talbok av en organisation som har regeringens tillstånd.

### USA
De första amerikanska talböckerna (talking books eller books for the blind) togs fram som grammofonskivor. 1931 antogs Pratt–Smoot Act och ett projekt inleddes för att förse biblioteken med litteratur för synskadade, ursprungligen främst vuxna. efter en lagändring 1933, som likställde talböcker med punktskriftböcker. Framtagandet sköts av National Library Service of the Blind and Physically Handicapped (NLS) och har använt särskilda bandkassetter. NLS tar årligen fram 2 000 boktitlar (2 miljoner exemplar) och 45 taltidningar (3,7 miljoner exemplar).

## Speciell avspelningsutrustning

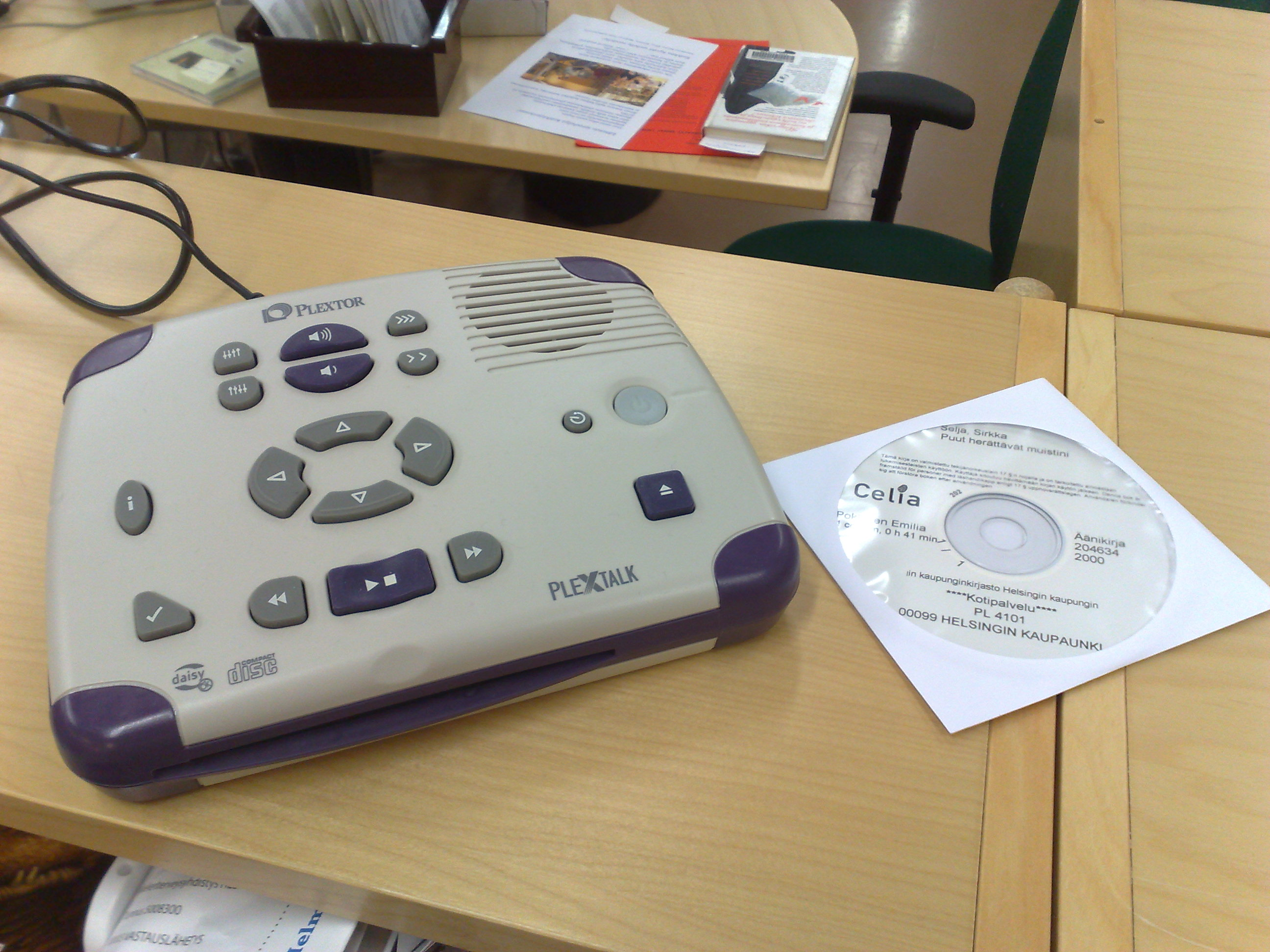
En daisy-spelare.

För personer som är blinda eller har en synskada eller annat funktionshinder som gör att de inte kan eller har svårt att läsa text finns det speciellt framtagna uppspelningsapparater för att spela upp talböcker. De första av dessa apparater kom på 50-talet och var speciellt tillverkade grammofoner som kunde spela speciella talboksskivor som gick i 8 eller 16 rpm beroende på tillverkare. Dessa grammofoner var vanliga fram till 1970-talet, då kassetter blev vanliga. Under 1960-talet började rullband användas vid sidan av grammofonerna, men dessa ersattes snart av kassettbandet. På 1990-talet kom CD-romskivor i formatet daisy att börja ersätta kassetterna. Daisy är ett digitalt format för talböcker som både kan användas på en dator eller på en specialtillverkad portabel spelare.
Alla specialapparater finns tillgängliga för personer med synskada eller annat funktionshinder. De lämnas ut via landstingen till personer med nedsatt syn eller blindhet och finns att låna på biblioteken.

### Fotnoter
1. ↑  Gustafsson Chen, Anna, 1965- (2013). Vad är talböcker? : att arbeta med talböcker på biblioteket. BTJ förlag. ISBN 978-91-7018-752-0. OCLC 940764355. https://www.worldcat.org/oclc/940764355. Läst 29 januari 2020
2. ↑  ”NLS: That All May Read” (på engelska). National Library Service for the Blind and Physically Handicapped. https://www.loc.gov/nls/about_history.html. Läst 14 juli 2016.